# Siège du palais de Sanjō
Le siège du palais de Sanjō est la plus importante bataille de la rébellion de Heiji au Japon en 1159. Au début du mois de janvier 1160, après que Taira no Kiyomori a quitté Kyoto pour un pèlerinage familial, Fujiwara no Nobuyori et Minamoto no Yoshitomo saisissent l'occasion pour effectuer des modifications au sein du gouvernement. Avec une force d'environ 500 hommes, ils attaquent de nuit, enlèvent l'ancien empereur Go-Shirakawa et incendient le palais. Ils enlèvent également et emprisonnent l'empereur en titre Nijō qui soutient leurs ennemis, le clan Taira et Fujiwara no Michinori.
Ils attaquent ensuite la résidence de Michinori à laquelle ils mettent le feu, entraînant la mort de tous ses habitants à l'exception de Michinori lui-même qui est capturé et décapité plus tard. Nobuyori contraint l'empereur Nijō à le nommer chancelier impérial, achevant de la sorte l'une des premières étapes importantes en vue d'assurer son pouvoir sur ses rivaux.
Toutefois, Taira no Kiyomori rentre peu de temps après avec son fils Taira no Shigemori et une petite troupe. Les Minamoto, avec l'appoint d'hommes de Kamakura dirigés par Minamoto no Yoshihira, fils aîné de Yoshitomo, sont numériquement plus forts mais ne sont pas préparés et hésitent au retour de Kiyomori. Les Taira ont donc latitude de retourner au manoir familial dans le quartier Rokuhara, où ils planifient tactiques et stratégies et attirent à eux beaucoup plus de guerriers.
À la fin du mois de janvier, les Taira font sortir clandestinement du palais Sanjō l'empereur Nijō et son impératrice consort déguisée en dame d'honneur et les emmènent au manoir Rokuhara. Pendant ce temps, les Taira de leur côté aident l'ancien empereur Go-Shirakawa à échapper aux Minamoto.
Au matin du 5 février, Minamoto no Yoshitomo et ses hommes se préparent à défendre le palais contre l'inévitable assaut des Taira. Les défenseurs tiennent un certain temps jusqu'à ce qu'une partie des Taira feignent une retraite, attirant ainsi les guerriers Minamoto hors du palais et donnant au reste de leurs forces l'occasion de se précipiter aux portes et, peu de temps après, d'expulser les Minamoto. Les hommes de Yoshitomo sont ensuite amenés à attaquer le manoir Rokuhara, mais échouent dans leur assaut et s'enfuient de Kyoto, affrontant la résistance des moines guerriers du mont Hiei qu'ils avaient attaqués au cours des dernières décennies.

## Source de la traduction
- (en) Cet article est partiellement ou en totalité issu de l’article de Wikipédia en anglais intitulé « Siege of Sanjō Palace » (voir la liste des auteurs).